# Waycross
Waycross é uma cidade localizada no estado americano de Geórgia, no Condado de Pierce e Condado de Ware.

## Demografia
Segundo o censo americano de 2000, a sua população era de 15.333 habitantes.
Em 2006, foi estimada uma população de 14.813, um decréscimo de 520 (-3.4%).

## Geografia
De acordo com o United States Census Bureau tem uma área de
30,3 km², dos quais 30,3 km² cobertos por terra e 0,0 km² cobertos por água.

## Localidades na vizinhança
O diagrama seguinte representa as localidades num raio de 32 km ao redor de Waycross.